# هنري مارتن (لاعب كرة قدم)
هنري مارتن (بالإنجليزية: Henry Martin)‏ (11 أبريل 1997 بنيويورك في الولايات المتحدة - ) هو لاعب كرة قدم أمريكي في مركز الدفاع. لعب مع نيو يورك ريد بولز 2.

## وصلات خارجية
- هنري مارتن على موقع قاعدة بيانات كرة القدم.إي يو (الإنجليزية)
- هنري مارتن على موقع Soccerway.com (الإنجليزية)